# Lucinda L. Combs
Lucinda L. Combs-Stritmatter (Cazenovia, Nueva York ,10 de octubre de 1849-Condado de Franklin, 23 de abril de 1919) fue una médica estadounidense. Fue la primera mujer médica misionera en brindar atención médica en China y se le atribuye el establecimiento del primer hospital de mujeres en lo que entonces era Pekín (ahora Beijing).  

## Biografía

Mapa en perspectiva de Cazenovia con lista de hitos publicado en 1890 por LR Burleigh

Combs, conocida por sus amigos y familiares como "Lucy". No se sabe que haya tenido hermanos y sus padres murieron dejándola huérfana a una edad temprana. Se desconoce a través de qué medios específicamente, se apoyó y se educó después de la tragedia. Después de convertirse al cristianismo, se convirtió en maestra, aprendió sobre el trabajo de la Iglesia Metodista Episcopal encargada en la India y se sintió llamada a esa línea de trabajo. Finalmente, decidió educarse para estar preparada y trabajar como misionera en la India.

## Educación
Decidida a continuar su educación se inscribió en el Seminario Cazenovia, en Cazenovia, Nueva York en 1866. Aunque sin propósito teológico, fue un programa de tres años asociado con la Iglesia Metodista Episcopal. En 1869 después de completar el programa se graduó como la mejor de su clase con honores. Para financiar su deseo de asistir a la escuela de medicina, Combs buscó un empleo doméstico y pronto encontró una familia adinerada que estaba dispuesta a emplearla. Llamó la atención de las mujeres metodistas de Filadelfia quienes la ayudaron a continuar sus estudios. Logró cumplir con sus responsabilidades domésticas mientras asistía a la escuela de medicina y más tarde, en 1870, se inscribió en el Women's Medical College de Filadelfia, Pensilvania, recibió su título del Women's Medical College el 12 de marzo de 1873 en Filadelfia.

## Carrera

### Trabajo misionero
Pionera de la atención médica de la mujer mientras prestó servicios en la Misión del Norte de China de la Sociedad del Ministerio de Relaciones Exteriores de la Mujer durante siete años. Casi inmediatamente después de recibir su título de médica Combs recibió un encargo de la Sociedad del Ministerio de Relaciones Exteriores de Mujeres (WFMS). Aunque tenía la intención de servir en la India, abordó un barco con destino a Pekín, China, el 5 de junio de 1873. Entre los otros pasajeros del barco se encontraba Andrew Stritmatter, que había recibido el encargo de trabajar en Jiujiang. Stritmatter y Combs se hicieron cercanos durante su viaje y la pareja finalmente se casó en los próximos años.
Combs partió de San Francisco, pero su viaje se retrasó debido a una desafortunada enfermedad que la retuvo en Japón durante varias semanas antes de recuperarse lo suficiente como para continuar viajando. Llegó a Pekín a finales de agosto o principios de septiembre, casi tres meses después de su partida original y rápidamente comenzó a trabajar. Aunque la atención médica había llegado a Pekín unos diez años antes, gracias al nombramiento de William Lockhart por parte de la Sociedad Misionera de Londres, en su mayor parte, los servicios médicos no se extendieron a las mujeres. En consecuencia, la segregación sexual impedía que las mujeres buscaran atención médica de los hombres. Después de escribir una carta expresando su deseo de abrir un hospital para servir a las mujeres chinas nativas, la rama de Filadelfia de la WFMS se congregó en la reunión del Comité Ejecutivo General en mayo de 1874. Durante su reunión, acordaron reservar un fondo de $ 2000 para el establecimiento de un hospital para mujeres y niños en Pekín. El terreno en el que se construiría el edificio del hospital y la residencia se adquirió en diciembre de 1874. La primera paciente tratada en el Hospital de la Mujer de Pekín fue una mujer china que se había caído y había sufrido una lesión en el pie. En los cinco meses siguientes a su finalización en noviembre de 1875, el hospital recibió a 18 pacientes. La fundación del primer hospital de mujeres en China brindó a Combs una plataforma para abogar por la formación y educación médica de las mujeres y por la mejora de la higiene y la higiene en las instalaciones médicas pertinentes. Aunque dudó al principio, la población china en Pekín pronto llegó a apreciar la ayuda médica brindada por una médica.

### Cuidado comunitario
Durante la construcción del hospital, Combs sirvió a las mujeres chinas en sus hogares mientras aprendía y dominaba el idioma. Hizo 198 visitas domiciliarias durante su primer año y trató a 37 pacientes, algunos durante varias semanas. En su primer año, recetó para 314 casos. Además de brindar atención médica, Combs hizo un esfuerzo por convertir al cristianismo a las mujeres a las que servía. 
Su matrimonio con Andrew Strittmater la llevó a mudarse a Jiujiang. Allí, asumió el trabajo de una médica y misionera, la señorita Mason, quien dirigía el trabajo médico en Jiujiang pero había regresado a los Estados Unidos después de enfermarse gravemente. Combs también trató a innumerables pacientes en Jiujiang, además de muchos casos en las afueras de la ciudad. La experiencia y las habilidades médicas de Combs ayudaron a facilitar la transición de liderazgo después de la rápida enfermedad de la señorita Mason.

## Muerte y legado

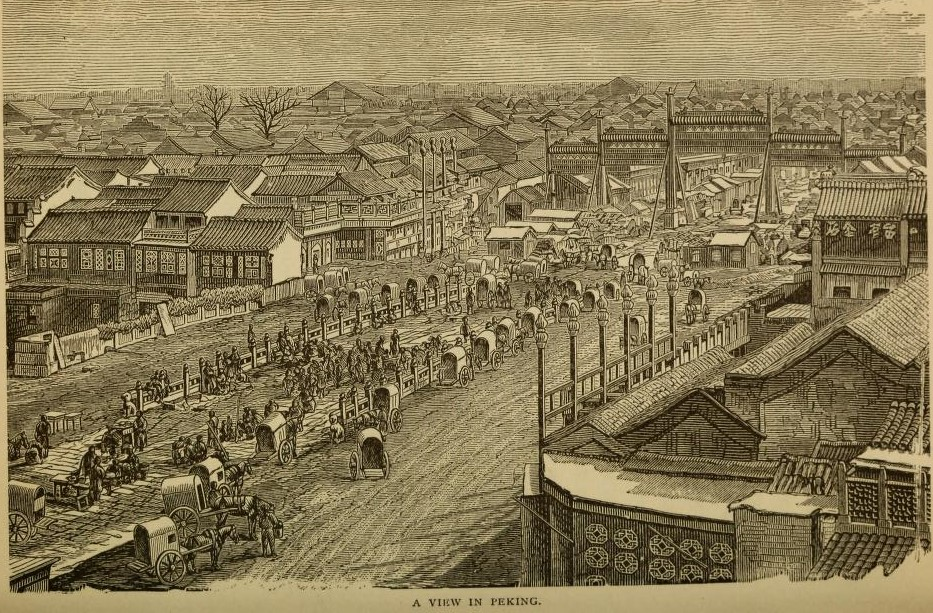
"Una Vista en Pekín" en 1877 de Rev. I. W. Wiley cuenta de sus viajes en China y Japón 1877– 1878. Las peinetas acompañaron Wiley de Pekín a Shanghai donde esté casada.

Tres meses antes de su matrimonio, Combs se unió en su estación de misión a Leonora King trabajando junto a ella  tres meses antes de ser reubicada en Jiujiang con su marido. King consiguientemente tomó las responsabilidades como primera médica en el hospital de la Mujer. En 1879, Leonora King exitosamente trató a la mujer de Li Hongzhang, virrey de la provincia de Chih-li. La conexión entre King y la familia potente del Virrey dio como resultado  la financiación y construcción de una unidad de cirugía y ambulatorio médico. Cuando su contrato de cinco años con la WFMS llegó a su fin, Combs y Stritmatter se casaron en Shanghái el 19 de noviembre de 1877 por el obispo IW Wiley. Poco después de su matrimonio, la pareja se mudó al sur de China a un lugar conocido como Jiujiang. Su matrimonio resultó el final de su comisión con la WFMS aunque continuó practicando la medicina en su nueva ubicación. La pareja tuvo dos hijos llamados Edward y Albert, ambos nacidos en China. Aproximadamente dos años después de su reubicación, Stritmatter contrajo tuberculosis, lo que llevó a la pareja a comenzar el viaje de regreso a los Estados Unidos en octubre de 1880. El largo viaje provocó la prematura muerte de Stritmatter un mes después en Denver, Colorado . Murió antes de llegar a la casa de su familia en Ohio. Combs permaneció en Colorado donde crio a sus dos hijos y continuó practicando la medicina. Ella nunca se volvió a casar.
Después de practicar medicina en Denver durante seis años, se trasladó a Colón, Ohio, para  estar cerca de la familia  y pasó allí el resto de sus días. Murió en la casa de su hijo el 23 de abril de 1919, en el condado de Franklin, Ohio, a la edad de 68 años.
Esta enterrada en Cementerio de Unión en Colón, Ohio.

## Publicaciones
Combs publicó muchos trabajos durante sus estudios y a lo largo de su carrera médica, en el Women's Medical College of Pennsylvania, publicó una tesis manuscrita de 22 páginas sobre el estudio de la histeria médica. Además, escribió varios artículos para el periódico mensual de la Iglesia Episcopal Metodista Misionera de Mujeres llamado The Heathen Woman's Friend.
También publicó tres obras distintas que describen su vida como misionera titulada: "Un día brillante en el Hospital de Pekín", "El Hospital de Pekín" y "Una visita matutina al Hospital de Pekín".